# Chaetomitrium lancifolium
Chaetomitrium lancifolium är en bladmossart som beskrevs av Mitten 1885. Chaetomitrium lancifolium ingår i släktet Chaetomitrium och familjen Hookeriaceae. Inga underarter finns listade i Catalogue of Life.